# 孔皇后
哀皇后孔氏（約904年—934年），后唐閔帝李从厚的皇后。横海军节度使孔循的女兒。
孔循秘密遣人结交唐明宗李嗣源的王德妃，求皇子纳其女；王德妃向皇帝建議娶孔循之女为李从厚之妃，唐明宗许之。长兴四年（933年），李从厚即位后，封孔氏鲁国夫人，孔氏有贤德的品行，生四子。应顺元年（934年），李从厚立孔氏为皇后，未及册命，潞王李从珂造反。闵帝李从厚杀死李从珂长子李重吉、女李惠明等，后出逃，孔后有病，四子年幼，都不能跟从。末帝李从珂入京，遣使问孔后：“李重吉等人何在？”随后杀死了孔后和她四個兒子。
后晋天福五年（940年）正月廿八，后晋高祖石敬瑭，追谥孔后为哀皇后。

## 延伸阅读
[在维基数据编辑]
 《舊五代史·卷49》，出自薛居正《舊五代史》